# Leben ist Jetzt
Leben ist jetzt – Die Real Life Guys ist ein Spielfilm aus dem Jahr 2025 von Maria-Anna Westholzer und Stefan Westerwelle. Der Film kam am 16. Januar 2025 in die deutschen Kinos. Die Filmbiografie basiert auf der Geschichte der Zwillinge Johannes und Philipp Mickenbecker, die mit ihrem YouTube-Kanal als die Real Life Guys deutschlandweite Bekanntheit erlangten.

## Handlung
Die technikaffinen Zwillinge Philipp und Johannes wachsen gemeinsam mit ihrer Schwester Elli in einem christlich geprägten Elternhaus auf. Nach der Diagnose einer Krebserkrankung bei Philipp beschließen die Geschwister, ihr Leben bewusster und intensiver zu gestalten. Zusammen gründen sie den YouTube-Kanal „The Real Life Guys“ und setzen außergewöhnliche Ideen in die Tat um. Dabei entstehen Projekte wie eine Raketen-Badewanne, ein selbstgebautes U-Boot und eine bemannte Drohne. Ihre kreativen Abenteuer faszinieren und inspirieren eine stetig wachsende Community. Als Elli jedoch bei einem tragischen Unfall stirbt und Philipp erneut an Krebs erkrankt, wird den Brüdern deutlich, welche Werte und Momente im Leben wirklich von Bedeutung sind.

## Produktion
Der Film wurde unter anderem vom Deutschen Filmförderfonds, der Mitteldeutschen Medienförderung, dem Bayerischen Bankenfonds und weiteren gefördert.
Die Dreharbeiten fanden in Hessen, an der niedersächsischen Nordseeküste und in Island statt.
Mehrere christliche Persönlichkeiten wie Johannes Hartl, Alexander Oberschelp, Teil des Hip-Hop-Duos O’Bros und die Influencerin Rose de Jesus, haben einen Cameo-Auftritt im Film. Am Ende des Films wird zudem auf Begleitmaterial hingewiesen.

## Rezeption
„Der Film fokussiert sich nicht auf die Krebserkrankung und den Tod. Stattdessen zeigt er, wie hoffnungsbringend der christliche Glaube ist. Er stellt Werte wie Familie und Freundschaften in den Mittelpunkt. So gelingt eine gute Balance zwischen schweren und leichten Themen.“

„Auch, wenn der „Streaminglook“ dem Spielfilm wenig Raum für eigene Gefühle gibt, spürt man das „Real Life Guy-Feeling“, in dem nur der pure Moment zählt. Das fühlt sich keineswegs banal, sondern zumindest real an. Die missionarischen Untertöne des Films sind hingegen zumindest befremdlich.“